# Carel Weeber

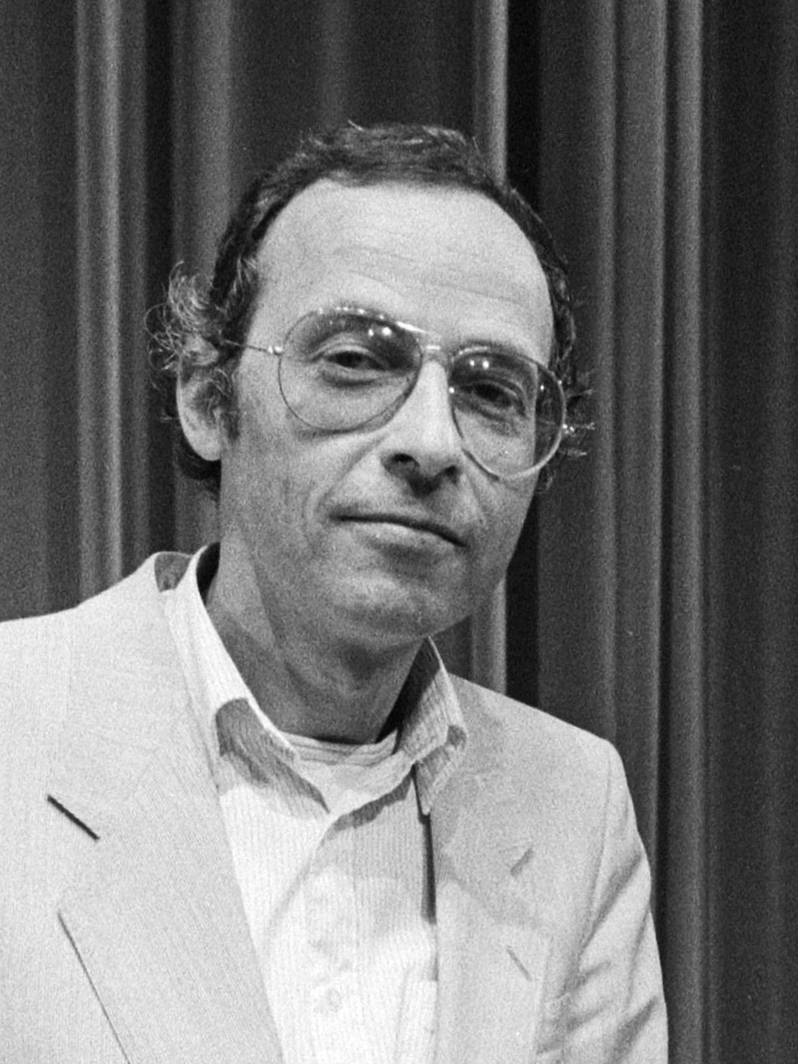
Carel Weeber (1983)

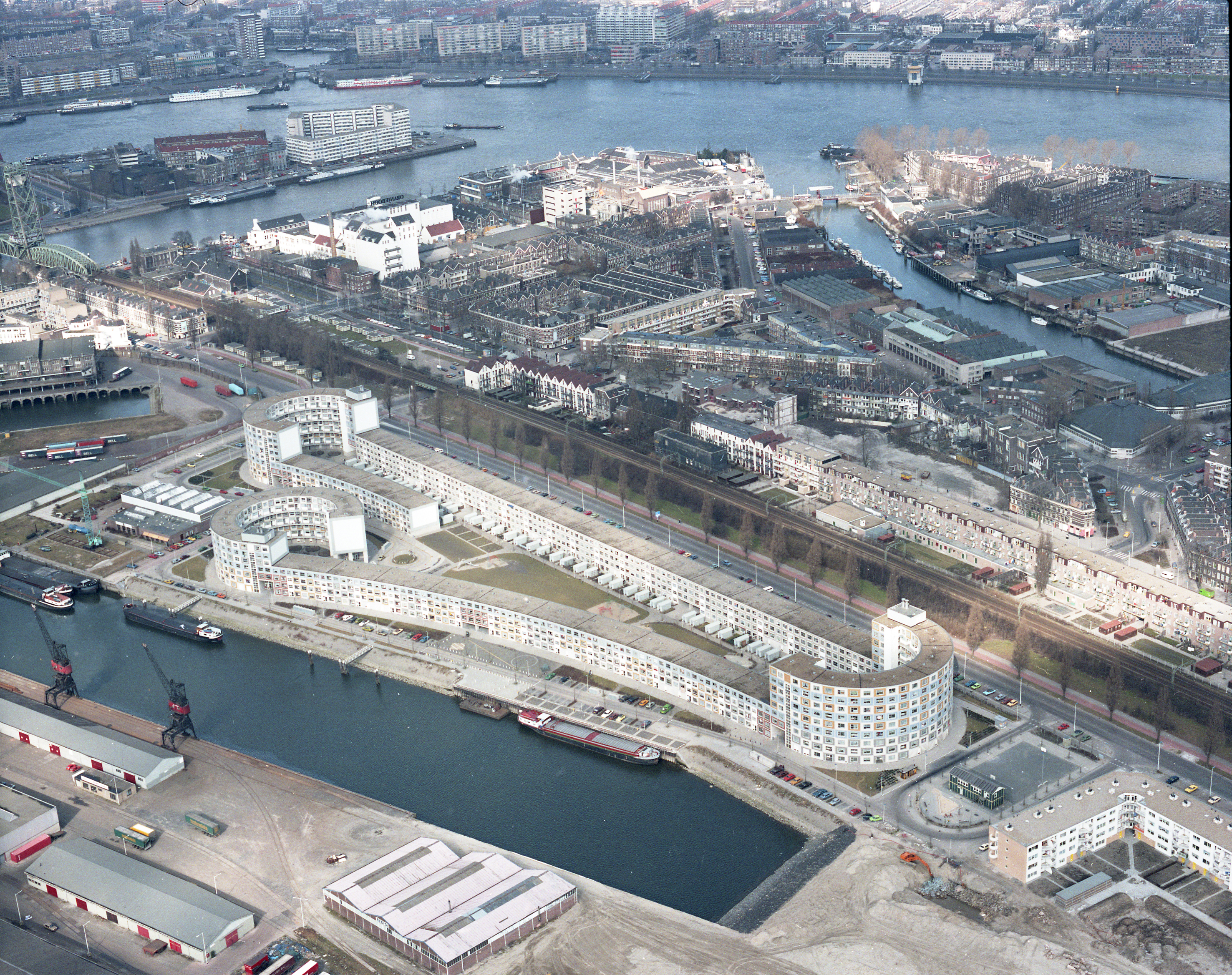
De Peperklip in Rotterdam

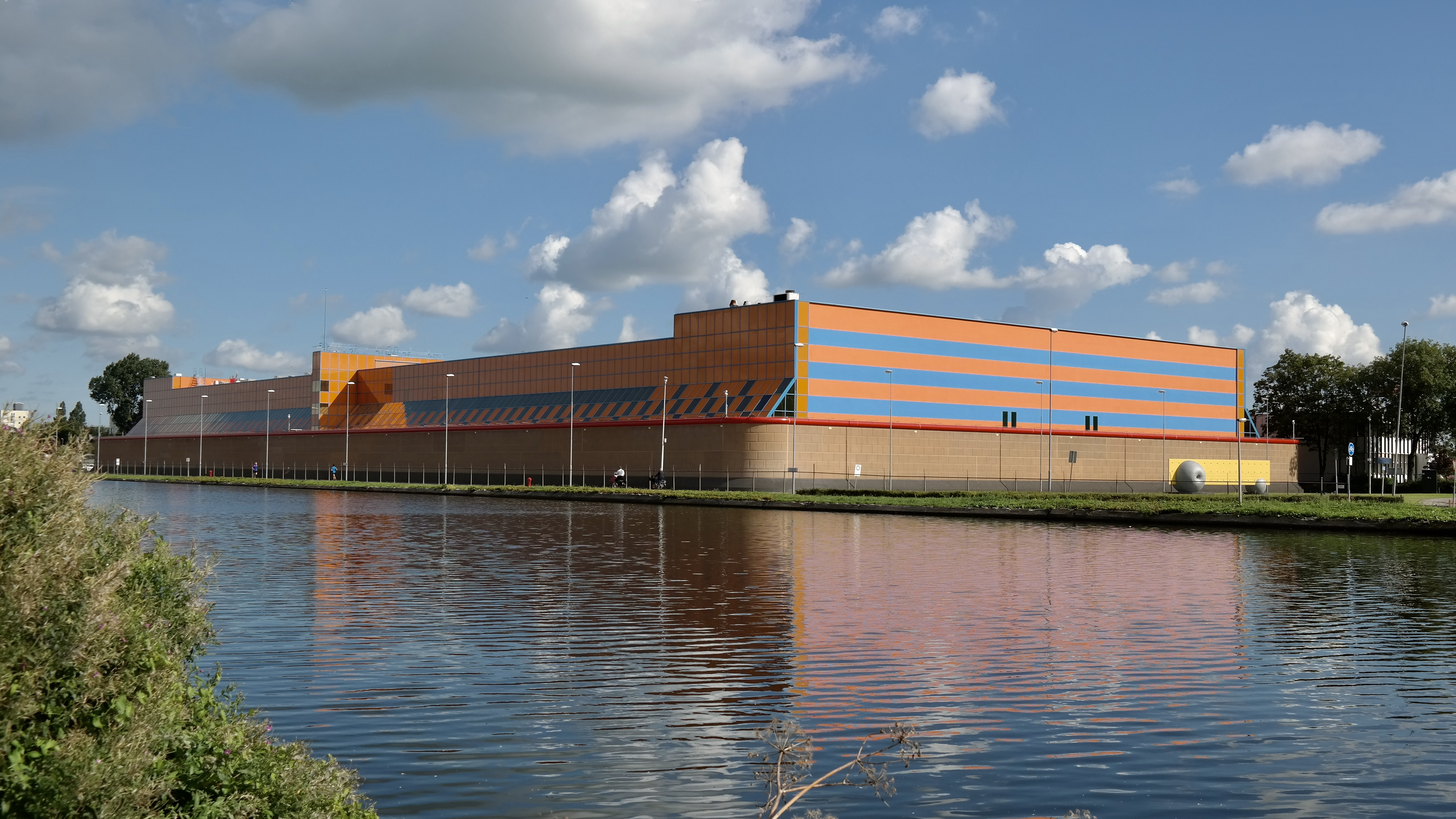
JVA De Schie in Rotterdam

Carlos José Maria (Carel) Weeber (* 3. Dezember 1937 in Nijmegen; † 2. Februar 2025 in Löwen) war ein niederländischer Architekt, Stadtplaner sowie Hochschullehrer.

## Leben
Weeber war der Sohn des Präsidenten des Gerichtshofs der Niederländischen Antillen, Leon Antonio Luis Weeber (1910–1989), und von Eleonora Heijnen (1910–1994). Zwischen 1970 und 2003 war er mit der Diplomatentochter Christina Baronin Collot d’Escury aus der Familie Collot d’Escury, verheiratet.
Weeber zog in seinem ersten Lebensjahr mit seiner Familie nach Curaçao. 1955 kehrte er zum Architekturstudium an die TU Delft zurück. Kurz nach Abschluss seines Studiums gewann er 1966 den Prix de Rome für Architektur mit seinem Entwurf für einen neuen Hauptbahnhof in Amsterdam.
Von 1970 bis 2003 war er Professor an der Fakultät für Architektur der TU Delft und parallel als Architekt tätig, unter anderem mit Jacob Bakema und Jan Hoogstad. 1988 gründete er mit Jan Dirk Peereboom Voller, Pi de Bruijn und Frits van Dongen die Architekten Cie.
Er galt als eine einflussreiche Persönlichkeit in der Welt der niederländischen Architektur. Die 1985 fertiggestellte Zwarte Madonna in Den Haag war ein großer Wohnkomplex, der 2007 nach Protesten der Anwohner abgerissen wurde, um Platz für neue Stadtentwicklungen zu schaffen. Der ikonische Komplex De Peperklip, der 1982 in Rotterdam errichtet wurde, hat die Form einer offenen Büroklammer und beherbergt 549 Wohnungen.
2003 beendete er seine Architektentätigkeit, bezeichnete sich als „Ex-Architekt“ und kehrte 2005 nach Curaçao zurück. Weeber starb im Februar 2025 im Alter von 87 Jahren in einem Krankenhaus in Löwen, Belgien. Er litt an der Alzheimer-Krankheit.
Weeber wurde zum Ritter des Ordens des Niederländischen Löwen geschlagen. Im Jahr 2006 wurde er mit dem Rotterdam-Maaskant-Preis ausgezeichnet.

## Bauten und Projekte
- Niederländischer Pavillon, Weltausstellung Osaka 1970, mit J.B. Bakema
- De Pompenburg in Rotterdam (1977–1981)
- Wohnkomplex Zwarte Madonna in Den Haag, der 2007 abgerissen wurde
- Studentenwohnung de Struyck (1996) am Rijswijkseplein in Den Haag
- De Peperklip in Rotterdam (Auszeichnung Concrete Award)
- Die U-Bahn-Stationen in Spijkenisse (Nationaler Stahlpreis 1986)
- Justizvollzugsanstalt Rotterdam (De Schie) in Rotterdam
- Dostojewskiisingel, Bebauung Venserpolder Amsterdam Zuidoost, 1982
- Queens Towers entlang der Autobahn A10, Amsterdam
- Schlachthofgelände Den Haag, 1995, mit Aldo Rossi

Stadtplanung
- Stadtteil Thamerdal IV, Uithoorn, 1997
- Stadtteil Venserpolder, Amsterdam, 1981–2005